# Trycherus m-flavus
Trycherus m-flavus es una especie de coleóptero de la familia Endomychidae.

## Distribución geográfica
Habita en Uganda.